# Locomotoras Justicialistas

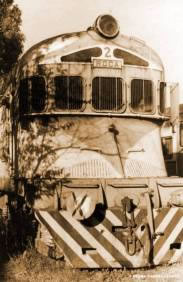
La CM2, renombrada Roca.

La locomotora diésel eléctrica N.º 1, CM1 Justicialista fue construida durante los años 1951 y 1952 y comenzó a desempeñarse durante el verano de 1952/53, cubriendo el recorrido de 400 km entre Constitución y Mar del Plata en cuatro horas. Al año siguiente realizó viajes periódicos a Bariloche y a Mendoza, con una velocidad promedio de 90 km/h. Debe señalarse que, la mayoría de los viajes de prueba se hicieron con formaciones de cinco coches en los que se transportaba Sacaggio y su equipo, por lo que la locomotora solo arrastraba unas 300 toneladas, peso bastante inferior al de un tren corriente. 
La máquina contaba con dos cuerpos idénticos equipados cada uno con dos motores diesel encargados a la empresa Sulzer modelo 6 LDA 25 de 6 cilindros en línea de 250x320 mm, con una potencia de 735 HP a 850 RPM en régimen de una hora como máximo. La potencia continua de estos motores era de 600 hp. Su parte eléctrica fue proporcionada por la firma Oerlikon English Electric. 
Dentro de los desarrollos de tecnología puramente nacional con que contaba la CM1, se destacan los bogie de cuatro ejes, diseñados especialmente para operar a altas velocidades en tendidos de vías de baja calidad. 

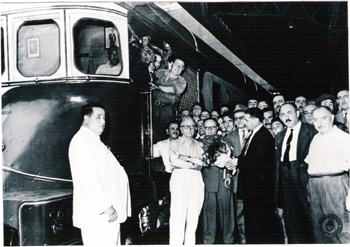
Viaje inaugural de la Justicialista en el andén de Constitución.

La locomotora Justicialista fue fabricada en los talleres ferroviarios de Liniers y se presentó formalmente al público el 19 de octubre de 1951, en la rotonda de la calle Maipú, la actual Plaza Canadá a pasos de la Estación Terminal Retiro, en una ceremonia a la que asistió el señor Presidente, general Juan Domingo Perón y el responsable del proyecto y construcción, el ingeniero Pedro Sacaggio, entre otras personalidades de la época.
La Empresa Nacional de Transporte (E.N.T.), por Resolución N.º 79/52 creó la Fábrica Argentina de Locomotoras (F. A. de L.), en la que el ingeniero Sacaggio hizo el diseño y construcción de la segunda locomotora, la CM2 "La Argentina". Se fijó como meta fabricar 600 unidades del nuevo modelo, de las cuales cerca de 400 serían de 2400 HP y el resto de 800 HP. Por resoluciones N.º 891 y 938/52, se firmaron contratos de compra de motores diésel con las firmas italianas Fiat Ferroviaria" y Cantieri Riuniti Dell Adriático y se adquirió el hierro en chapas, planchuelas y barras necesario para la primera etapa de construcción.
Con el golpe de Estado que la autoproclamada Revolución Libertadora dio al gobierno democrático del general Perón el 16 de septiembre de 1955, las locomotoras CM1 y CM2, fueron renombradas Libertad y Roca y pasaron a cubrir solamente el servicio que hicieran en sus inicios, Constitución - Mar del Plata, en el expreso "El Marplatense". También se les retiraron las fotos de Perón y de su esposa Eva que ornamentaban la cabina de control (véase la foto a la derecha). En 1961, por falta de mantenimiento, ambas locomotoras dejaron de funcionar, fueron desguazadas y sus partes vendidas como chatarra.

## Sitios externos
Expreso Buenos Aires - Tucumán.
Partido Justicialista Bonaerense.
Diario La auténtica defensa. Campana, Bs. As.
- Datos: Q5978291